# Таов, Хасанби Урусбиевич
Хасанби́ Урусби́евич Тао́в (5 ноября 1977, с. Шалушка, Чегемский район, Кабардино-Балкарская АССР, РСФСР, СССР) — российский дзюдоист, бронзовый призёр Олимпийских игр. Заслуженный мастер спорта России. С октября 2016 года назначен главным тренером сборной России по дзюдо.

## Карьера
Родился в селе Шалушка. Чемпион России 2000, 2001, 2007 годов. В 2003 и 2004 годах выигрывал серебро и бронзу чемпионата Европы. На Олимпийских играх в Афинах Хасанби завоевал бронзовую медаль в весовой категории до 90 килограмм.
Единственный в России двукратный чемпион Парижского международного турнира класса (2007—2008) «А».
Главный тренер мужской сборной России по дзюдо, Заслуженный тренер России.

## Образование
Выпускник Адыгейского Государственного Университета — Института физической культуры и дзюдо.
С детства тренировался у Емкужева Магомеда Хасановича. Во время учёбы в АГУ тренировался у Бегидова Вячеслава Сафербиевича.

## Награды
- Орден Дружбы (12 октября 2022) — за вклад в развитие физической культуры и популяризацию отечественного спорта[7]
- Заслуженный тренер Республики Адыгея (9 ноября 2016) — за вклад в развитие физической культуры и спорта, подготовку спортсменов, добившихся высоких спортивных достижений
- Орден «За заслуги перед Кабардино-Балкарской Республикой» (29 августа 2016) — за большой вклад в развитие физической культуры и спорта, высокие спортивные достижения на Олимпийских играх